# Szapáry család

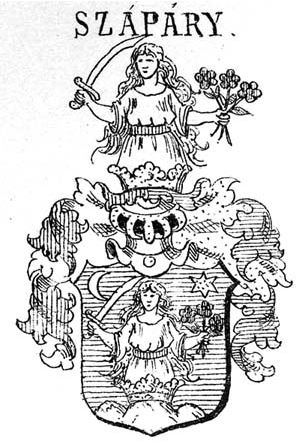
A szapári, muraszombaii és széchyszigeti gróf Szapáry család címere (a Siebmacher féle könyvből). A címert 1620. július 6-án szerezte meg a család adományként II. Ferdinánd magyar királytól

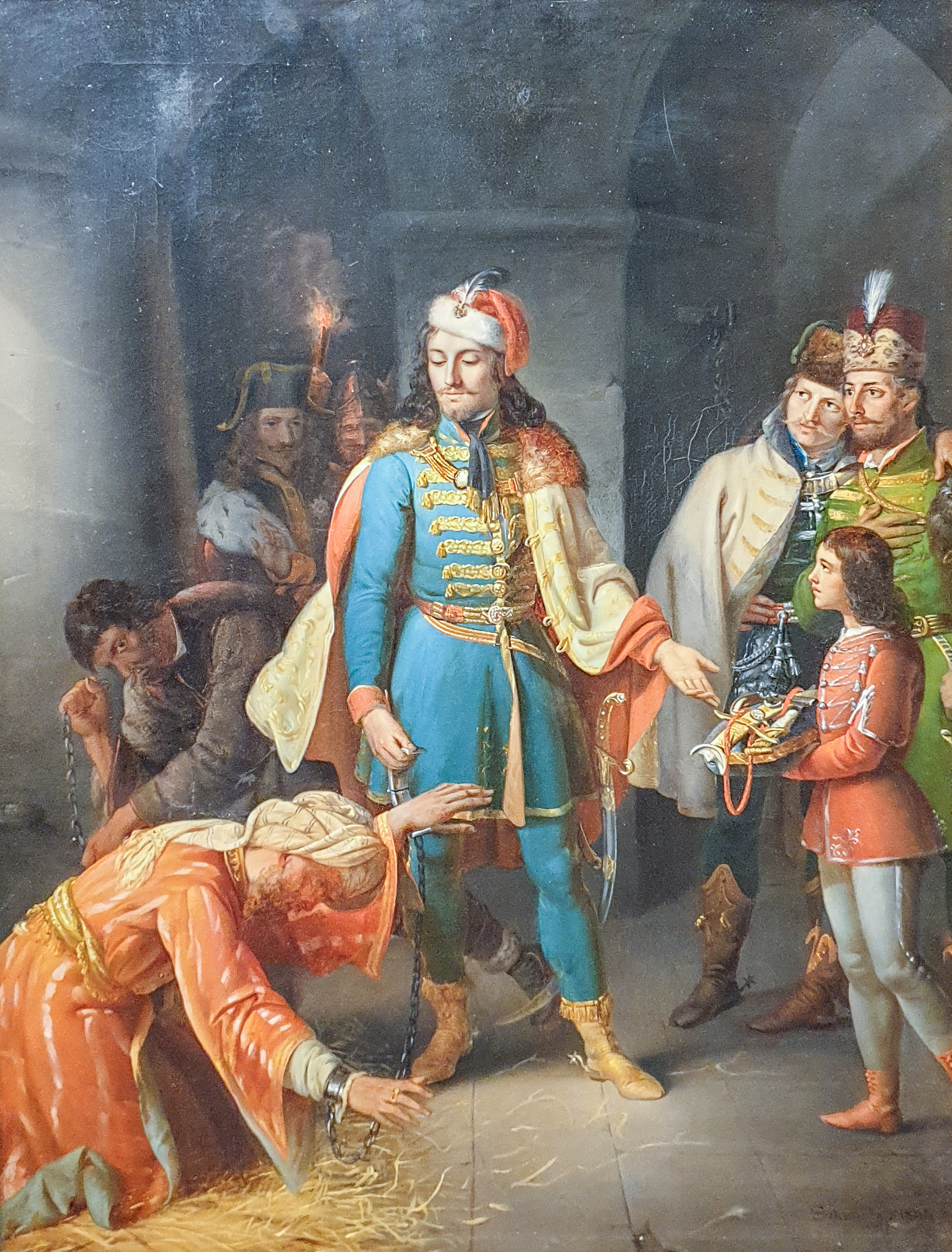
19. századi romantikus festmény; Szapáry Péter szabadon bocsájtja a törököt

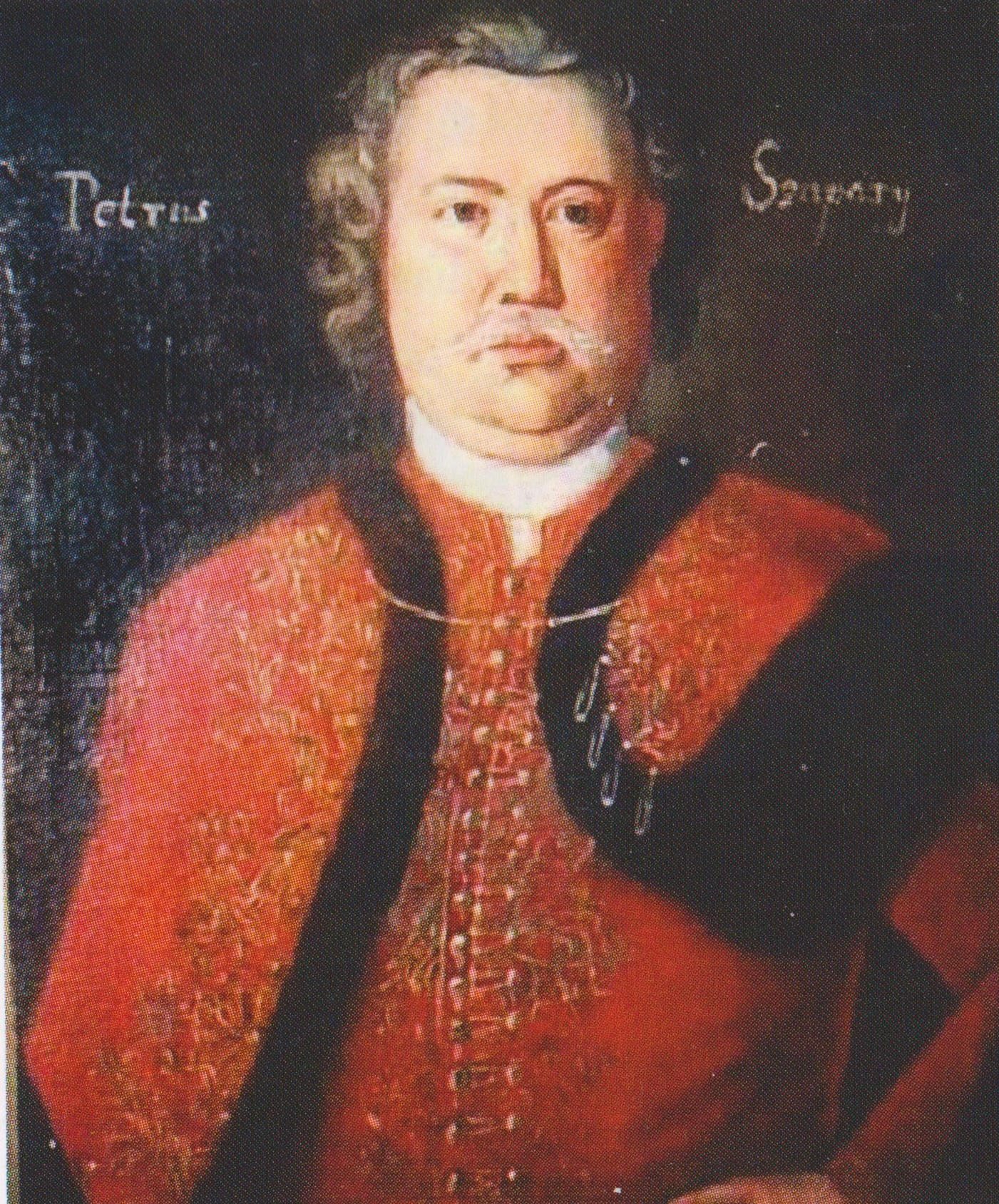
Báró Szapáry Péter (fl. 1630-1703), a család vagyonának és tekintélyének megalapozója (ismeretlen festő)

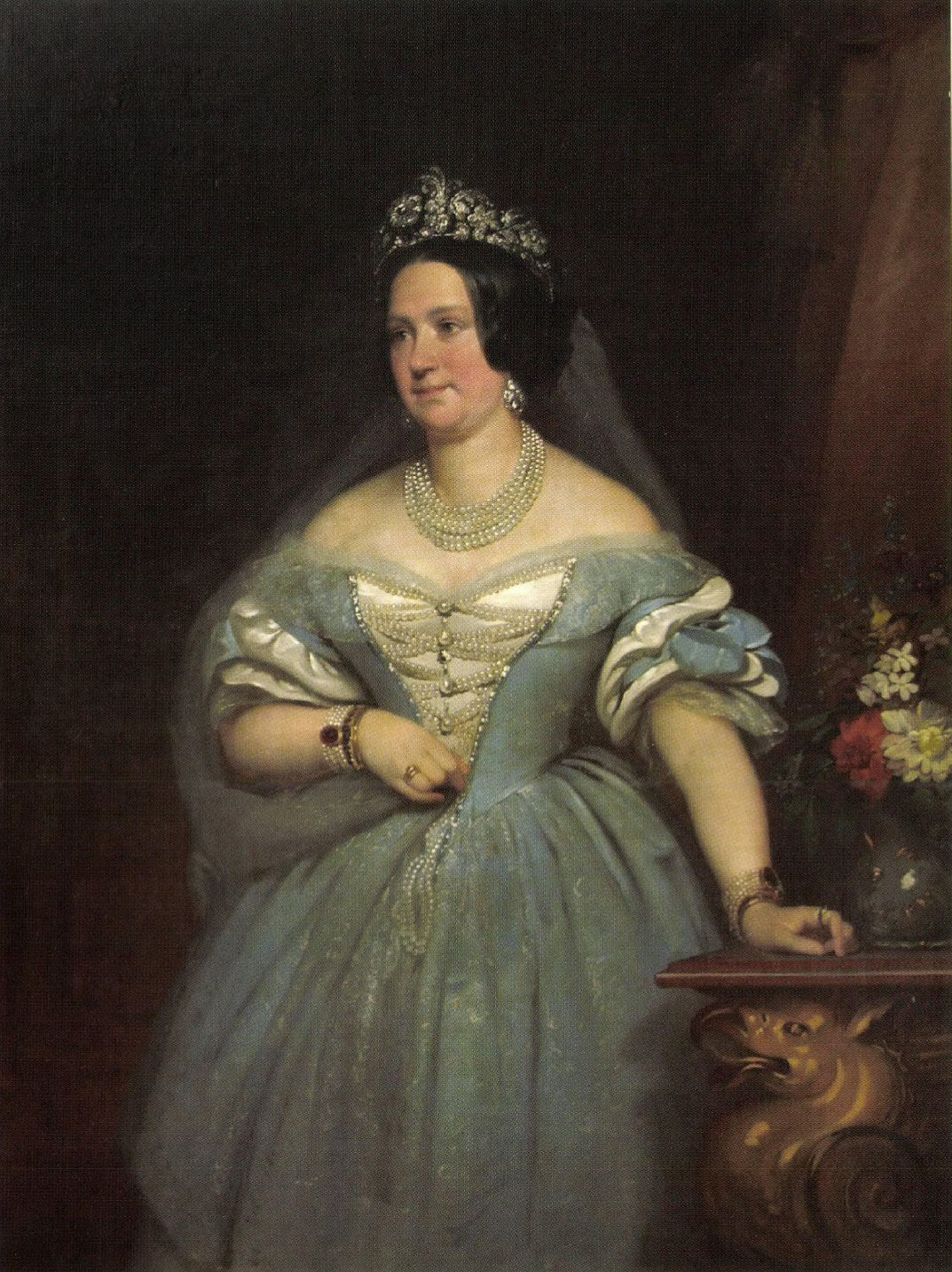
Gróf Szapáry Etelka (1798–1876), csillagkeresztes hölgy, Erzsébet királyné udvarhölgye, gróf Andrássy Károly (1792–1845) felesége. (Barabás Miklós festménye)

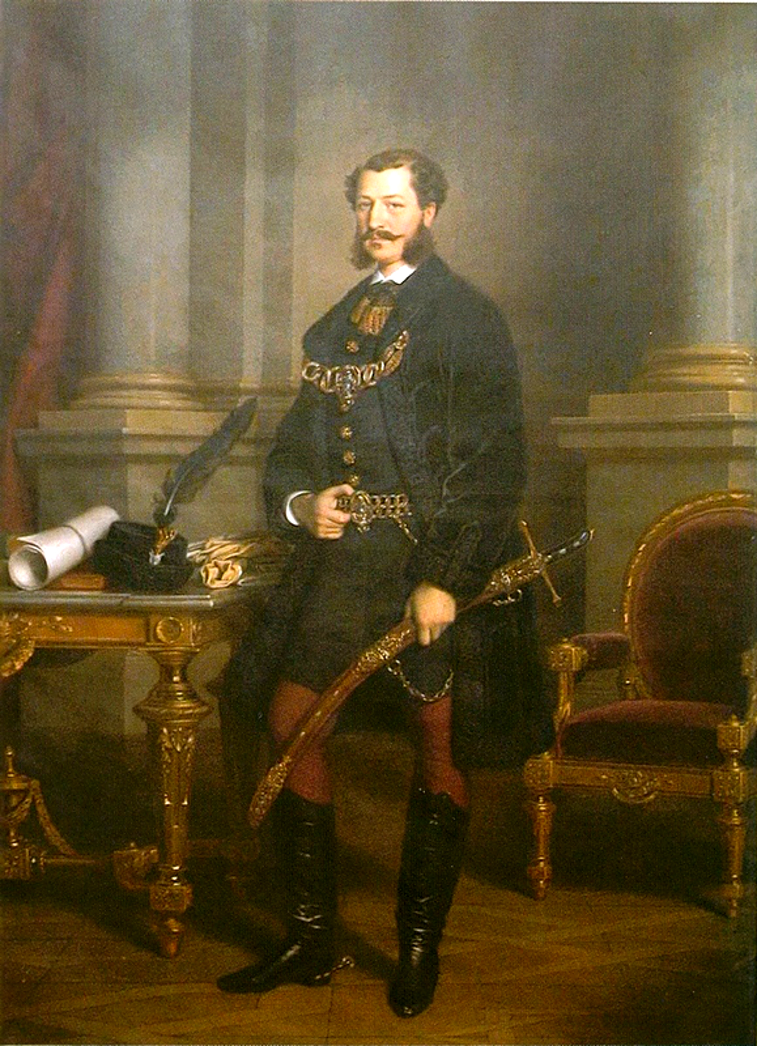
Gróf Szapáry Géza (1828–1898) politikus, Zala vármegye főispánja, fiumei kormányzó. (Barabás Miklós festménye)

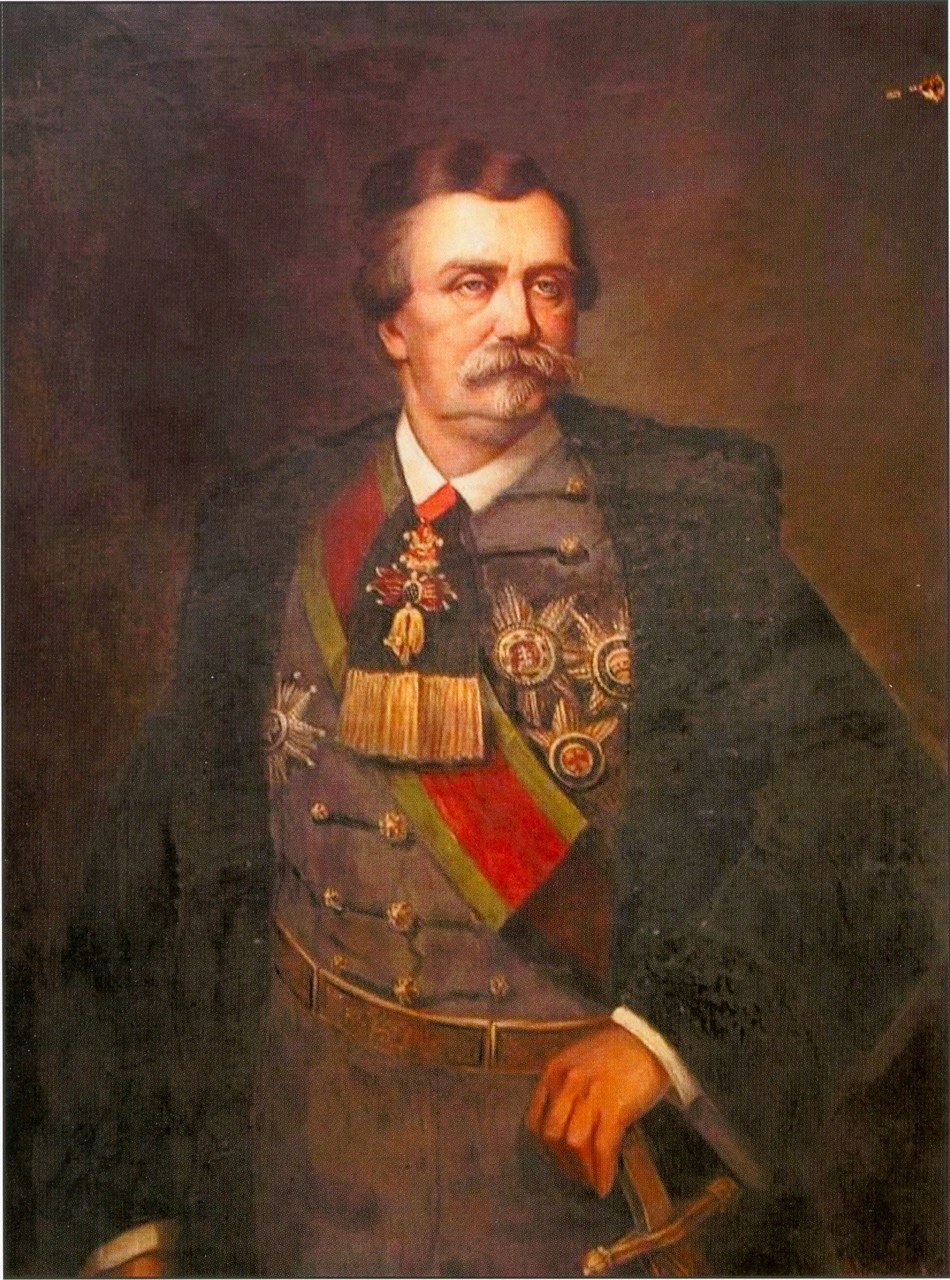
Gróf Szapáry Gyula (1832–1905), Magyarország miniszterelnöke.
(Ábrányi Lajos alkotása)

A szapári, muraszombati és széchyszigeti gróf Szapáry család régi magyar nemesi család. A család nevét leginkább gróf Szapáry Gyuláról, Magyarország miniszterelnökéről ismerjük.

## Története
A család nevét Veszprém vármegye Szápár nevű településéről vette. Első ismert ősét, Szapáry Györgyöt (fl. 1527–1592) egy 1550-es oklevél említi; feleségétől, Asszonyfalvy Annától, származott fia, Szapáry István (fl.. 1554–1625), királyi adófelügyelő, megyei táblabíró, aki 1582-ben Győr vármegye gyülésén tiltakozott a némai nemesek ellen bizonyos egyezség felbontása miatt. Szapáry István 1575 körül vehette feleségül Fábián Annát, Fábián Pál leányát, aki 9 gyermekkel, 3 fiúval és 4 lánnyal, áldotta meg: Szapáry Páltól, és Szapáry Mihálytól nem maradt meg leszármazott; Szapáry András vitte tovább a családot; egyik leány, Szapáry Katalin magtalanul hunyt el, másrészt, a többi leánytestvér, nagygyőri Klaris Péterné Szapáry Borbála, a másik, Szilvassy Jakabné Szapáry Fruzsina, és a harmadik Szapáry Zsuzsanna (fl. 1628–1641), akinek az első férje alsószelestei Szelestey Sándor, majd a második a kerecseni Szalay családból való kerecseni Szalay János (fl. 1628–1641), földbirtokos volt. 1620. július 6-án Szapáry István címeres nemeslevelet szerzett II. Ferdinánd magyar királytól (rajta szerepel a továbbiakban a család által használt Szapáry-címer).
A Szapáry István és Fábián Anna házasságából származó Szapáry András (fl. 1595-1650) az 1620-as években Győr vármegye alispánja, egyben koronaőr volt. 1628. szeptember 16-án pereskedés folyt. Szapáry András személyesen, és fivére Szapáry Mihály, valamint leánytestvérei, nagygyőri Klaris Péterné Szapáry Borbála, Szilvassy Jakabné Szapáry Fruzsina, és kerecseni Szalay Jánosné Szapáry Zsuzsanna nevében, eltiltották az Asszonyfalva puszta, Borba és Néma pusztákon lévő birtokrészeinek használatától minden Táp, Szentmiklós (Zent Miklós), Örs (Eörs), Pazman birtokon lakó földesurat és jobbágyot. Szapáry András feleségül vette nemes Csáth Annát, aki két leányt és két fiút hozott világra: a nagyobbik, Szapáry Péter (fl. 1630-1703), alapozta meg a család vagyonát és tekintélyét. Fiatalon többször is harcolt a törökökkel, majd 1657-ben fogságba esett, 4 évig raboskodott. Később a rabságból kiváltotta magát, majd hazatért, és Moson vármegye alispánja, majd követe lett.
1681-ben Szapáry Pétert (fl. 1630-1703) alországbíróvá választották, majd 1690. május 3-án I. Lipót magyar királytól bárói rangot, emellett Mura-Szombat örökös ura címet kapta meg. Báró Szapáry Péter felesége Egresdy Zsófia úrnő, aki Egresdy Boldizsárnak kir. táblai ülnöknek és alországbirónak leánya volt, tetemes szerzéseket tett; ugyan is gróf Kéry Ferencz, Vas megyei főispán, kamarás és tábornok és neje rimaszécsi gróf Széchy Juliánna, azon érdemeit, melyeket családja irányában szerzett, főleg pedig a Felső-Lindvai vár és uradalom, és Murai-Szombat és Széchi-szigeth megszerzésében tett szolgálatait tekintvén, neki és nejének 1687. évi sept 15-én a vasvári káptalan előtt örökösen és vissza vonhatatlanul eladta 33500 ftban a következő birtokokat, úgymint a Murai-Szombati máskép Olsinczi kastélyt Vas vármegyében, Mura-Szombat és Marcziansz városokkal, Szvetehocz, Csernecz, Gradischa, Tropocz, Tissenna, Vancsovecs, Frankócz, Petrócz, Gederócz, Sodisincz, Krajna, Kupsincz, Veseicza, Csernelocz, Palona, Norsincz, Lukavocz, Mladetincz, Moracz, Tessanocz, Sidahegy, lak, Falkocz, Csekefalva, Kernecz, Bokrácz, Dolina, Szembiborcz, Nemesecz, Pusincz, Vanicza, Szalamoncz, Bodoncz, Szenkócz, Pusócz, Lehesmerje, Bresócz, Predanócz, Goricza, Kosárháza helységekkel, Busincz, Obrasakoncz és Bükallya pusztákkal egyetemben; mely terjedelmes uradalomra 1688. febr. 24-én Bécsben kelt királyi beleegyező adományt nyert I. Leopold királytól, akkor már, mint egyszersmind arany sarkantyús vitéz is, mely adomány levélben egyéb érdemei közt a Tököly idejében mutatott szilárd hűségét is említik.
Szapári és muraszombati báró Szapáry Péter (fl. 1630-1703) alországbírót neje Egresdy Zsófia 10 gyermekkel áldotta meg; báró Szapáry Miklós (1680–1733), és báró Szapáry Péter (1690-1753), akik III. Károly magyar király kegyéből 1722. december 28-án grófi rangra emelkedtek. Gróf Szapáry Miklós elvette báró gyöngyösi Nagy Saroltát, azonban gyermekükben, Szapáry Istvánban kihalt az ága. Miklós fivére, gróf Szapáry Péter, báró balassagyarmati Balassa Terézt vette el, és tőle származik a család idősebbik és ifjabb grófi ága.

### Az idősebbik grófi ág
Az idősebbik grófi ágat, gróf Szapáry Péter (1690–1753) és báró balassagyarmati Balassa Teréz fia, gróf Szapáry Péter Ignác (1711–1796) alapította meg. Ennek a Péternek az első felesége, gróf hallerkői Haller Julianna (1719–1759) volt. Halála után, második felesége gróf németújvári Batthyány Izabella lett. Szapáry Péter gróf első feleségétől, gróf Haller Juliannától, született gróf Szapáry János (1757–1815), aki fiumei kormányzó volt 1788 és 1791 között. A második feleségétől, gróf Batthyány Izabellától, két fiúgyermeke lett Szapáry Péter grófnak: az egyik, gróf Szapáry Vince (1768–1851), császári és királyi kamarás és valóságos belső titkos tanácsos, aki két ízben házasodott meg, először gróf Klementine von Gaisruck asszonnyal, majd gróf Mária Anna von Sturgkh (1801–1886) asszonyt vette feleségül; a másik, gróf Szapáry Péter (1766–1827), aki elvette gróf körösszegi és adorjáni Csáky Juliannát (1770 k.–1838).
Szapáry Péter gróf és Csáky Julianna grófnő frigyéből, neves asszony, egyetlen leánya származott: gróf Szapáry Etelka (1798–1876), csillagkeresztes hölgy, Erzsébet királyné udvarhölgye, aki gróf Andrássy Károly (1792–1845) felesége, és egyben gróf Andrássy Manónak (1821–1891), és gróf Andrássy Gyula (1823–1890) Magyarország miniszterelnökének az édesanyja volt.
Szapáry Vince (1768–1851) gróf, és Szapáry Péter (1766–1827) gróf, leányaiban kihalt a gróf Szapáry család idősebbik ága.

### Az ifjabb grófi ág
Az ifjabb grófi ágat, gróf Szapáry Péter (1690–1753) és báró balassagyarmati Balassa Teréz fia, gróf Szapáry János, (1720 k.-1754/1756 k.) alapította meg. Szapáry János gróf feleségül vette gróf monyorókeréki és monoszlói Erdődy Anna Máriát (1718–1807). A házasságukból két fiúgyermek született: gróf Szapáry Pál (1753–1825), aki nőtlen, magtalanul hunyt el, és gróf Szapáry József (1754–1822), Fejér, Moson és Szerém vármegyék főispánja, aki tovább vitte a nemzetségét.
Szapáry József gróf első felesége, Teréz Schmaleker volt, akitől származott leánya, gróf Szapáry Anna (†1856), Karl von Gorzkowski felesége, és fia, gróf Szapáry Fülöp (1792–1860), aki nőtlen volt és magtalanul hunyt el. A második nejét, gróf Johanna von Gatterburgot (1779–1812), Bécsben, 1799. január 15-én vette el. Ebből a második frigyből hat gyermeke született: az egyik gróf Szapáry Ferenc (1804–1875), abonyi birtokos, akinek a nejétől, zsadányi és törökszentmiklósi Almásy Rozália (1806–1887) asszonytól négy gyermeke született, köztük gróf Szapáry László (1831–1883) lovassági tábornok, titkos tanácsos.
Szapáry József gróf és gróf Johanna von Gatterburg egy másik fia, gróf Szapáry József (1799–1871), udvari tanácsos, akinek feleségétől, báró orci Orczy Annától (1810–1879) származott gróf Szapáry Gyula (1838–1919), aki Magyarország miniszterelnöke volt 1890. március 13. és 1892. november 17. között. Szapáry Gyula gróf, miniszterelnök neje, gróf tolnai Festetics Karolina (1838–1919) volt, akitől több gyermeke született, közülük: gróf Szapáry György (1865–1929) Jász-Nagykun-Szolnok vármegye főispánja, császári és királyi kamarás, akinek a neje cserneki Markovics Mária (1881–1946) volt; és gróf Szapáry Lőrinc (1866–1919), diplomata, aki nem házasodott és nem lett gyermeke. Szapáry György gróf főispán és Markovics Mária fia, gróf Szapáry Gyula (1901–1985) akinek a neje, gróf futaki Hadik Adél Etelka (1909–1972) volt, és harmadszülött fia, gróf Szapáry György (1938), közgazdász, a Magyar Nemzeti Bank alelnöke, Magyarország washingtoni nagykövete volt.
Egy másik gyermeke, gróf Szapáry József (1754–1822) és gróf Johanna von Gatterburg (1779–1812) házasságából, gróf Szapáry Antal (1802–1883) volt, aki elvette gróf buzini Keglevich Augusztát (1808–1879). Szapáry Antal gróf és Keglevich Auguszta grófnő fia, a pozsonyi születésű gróf Szapáry Géza (1828–1898), politikus, aki Zala vármegye főispánja, fiumei kormányzó, titkos tanácsos, királyi főudvarmester volt. Szapáry Géza gróf, 1861. augusztus 10-én, Pesten, feleségül vette gróf radványi Győry Máriát (1840–1908), gróf radványi Győry László (1807–1882) és gróf Maria Agnes von Lichnowsky (1815–1845) lányát. A házasságukból született két fiúgyermek: gróf Szapáry László (1864–1939), fiumei kormányzó, és gróf Szapáry Pál (1873–1917), aki szintén ahogy apja és bátyja is, Fiume kormányzója volt.

## A Szapáry család címere
A Szapáry család címere (1620. július 6.): csücskös talpú címerpajzs kék mezejében hármas szikla közepén aranykoronából kiemelkedő nő alakja, aki ezüst talárban, vörös övvel, hosszú szőke hajjal látható. Jobb kezében kivont kardot, baljában három szál vörös rózsát tart, felette jobbról ezüst, balra tekintő félhold, balról hatágú aranycsillag ragyog. A címerpajzson kilencgyöngyös grófi aranykoronán zárt sisakdísz, amelynek háromágú aranykoronájából ugyanezen női alak növekedő alakja látható. A címertakarók jobbról ezüst-vörös, balról arany-kék színűek."

## Nevesebb családtagok
- Szapáry Péter (1630?–1707)
- Szapáry János (1757–1815)
- Szapáry Etelka (1798–1876)
- Szapáry József (1799–1871)
- Szapáry Antal (1802–1883)
- Szapáry Géza (1828–1898)
- Szapáry István (1829–1902)
- Szapáry Lajos (1886–1965)
- Szapáry László (1831–1883)
- Szapáry Gyula (1832–1905)
- Szapáry László (1864–1939)
- Szapáry Lőrinc (1866–1919)
- Szapáry Frigyes (1869–1935)
- Szapáry Pál (1873–1917)
- Szapáry Erzsébet (1902–1980)
- Szapáry György (1938)
- Géza Szapáry (1899–1967)
- Eleonora Szapáry (1932–2009)
- Samantha Szapáry (2004–)

## Híresebb birtokaik, kastélyaik
- Vágváralja